# Гейзерное озеро
Гейзерное (известно как Гейзеровое, Голубое, Серебряное) — озеро в Улаганском районе Республики Алтай, находится в 6 километрах от посёлка Акташ у подножья Северо-Чуйского Хребта. Высота над уровнем моря — 1370 м.
Высота над уровнем моря — 1310 м.

## Особенности
На дне озера находятся термальные источники, поэтому вода не замерзает зимой. 
Озеро подпитывают один большой подземный родник и три поменьше. Поверхность дна — смесь голубой глины и песка, которая при увеличении притока воды из родников поднимается и оседает на дне, образуя причудливые узоры, похожие на те, что оставляют гейзеры на поверхности земли.
Ни возраст, ни происхождение озера пока не установлены. Туристами водоём был открыт относительно недавно, поэтому есть версия, что озеро образовалось в результате Чуйского землетрясения 2003 года.

## Доступность
Озеро находится в 1 километре от трассы М-52 Чуйский Тракт. Первую известность озеро получило в 2010—2012 годах, когда в долине возле посёлка Акташ появились первые туристические базы. Тропа до Гейзерного озера проходила через лес, болото, и имела несколько бродов. В 2017 году озеро было арендовано предпринимателями и появилась оборудованная пешеходная тропа через болото и лес — как следствие сильно увеличился поток туристов.
Озеро  предлагается включить в число памятников природы.
В сентябре 2020 на воду озера был спущен надувной матрас с постельным бельем — таким образом представители агентства из Новосибирска пытались снять рекламу для интернет-магазина. Благодаря общественному резонансу, поднятому местными гидами и жителями, организаторы съемок получили штрафы на административные правонарушения.